# Manuel Barrenetxea
Manuel Barrenetxea Bilbao (Plentzia, 31 marzo 1924 – Bilbao, 9 dicembre 1998) è stato un calciatore spagnolo, di ruolo centrocampista.

## Carriera

### Club
Cresciuto tra le file dell'Arenas Getxo, con cui debutta in Segunda División, passa all'Athletic Bilbao, con cui esordisce nella Primera División spagnola nella stagione 1944-1945, nella partita Athletic Bilbao-Sporting Gijon (2-3) del 2 dicembre 1945.
Dopo otto stagioni con i Rojiblancos viene ceduto al Racing Santander, con cui disputa altre tre annate nel massimo campionato spagnolo, ritirandosi dall'attività nel 1955.

## Palmarès

### Club

#### Competizioni nazionali
- Coppa di Spagna: 2

Athletic Bilbao: 1945, 1950